# Волкенштейн Сергій Сергійович
Волкенште́йн Сергі́й Сергі́йович (нар. 21 травня (2 червня) 1900 — пом. 19 травня 1977) — командир 17-ї артилерійської дивізії 1-го артилерійського корпусу прориву 3-ї гвардійської армії 1-го Українського фронту, генерал-майор артилерії.

## Біографія
Онук видатного народника 1870-х Олександра Олександровича Волкенштейна Сергій Сергійович Волкенштейн народився 21 травня (за новим стилем 2 червня) 1900 року в Полтаві. За іншими даними, Сергій Сергійович народився на хуторі Хатки нині Шишацького району Полтавської області.
Батько Сергія Сергійовича, соціал-демократ, публіцист, Волкенштейн Сергій Олександрович (літературний псевдонім «Сергій Штейн») помер у 1914 році. Майже одночасно з ним померла мати Сергія. Його на виховання взяла друг сім'ї Волкенштейнів, дочка видатного хірурга Миколи Скліфосовського Яковлева-Скліфосовська, яка мешкала в Москві.
У 1918 році Сергій Волкенштейн добровольцем пішов до Червоній армії. Брав участь у Громадянській війні — був комісаром артилерійського дивізіону. У 1927 році закінчив артилерійські курси, в 1935-му — Військову академію імені Фрунзе, в 1939-му курси вищого начскладу при Військовій артилерійській академії. Брав участь у радянсько-фінській війні 1939–1940 років. З літа 1940 по грудень 1942 року — начальник 1-го Київського Червонопрапорного артилерійського училища імені Кірова.
З перших днів війни полковник Волкенштейн домагався, аби його послали на фронт. Врешті-решт, у грудні 1942 року генерал-полковник артилерії Воронов задовольнив його прохання: Волкенштейн був призначений на посаду начальника штабу артилерії Волховського фронту, а пізніше — командиром новоствореної 17-ї артилерійської дивізії прориву Резерву Ставки ВГК.
Під час оборони Ленінграду, в березні 1943 року, діючи на Волховському фронті, 17-та артдивізія прориву брала участь в прориві довготривалої оборони ворога на ділянці між селами Воронове і Карбусель, що дало можливість розширити прорив блокадного кільця на південний схід від Ленінграду. За відмінне виконання бойового завдання С. С. Волкенштейн був нагороджений орденом Червоного Прапора. Нагороду вручив особисто командувач фронтом генерал К. А. Мерецков. Тоді ж йому було присвоєне військове звання генерал-майор.
В травні 1943 року 17-та артилерійська дивізія була виведена в резерв та перекинута на Брянський фронт. Брала участь в прориві оборони противника на північному фасі Курської дуги. В подальшому дивізія брала участь в здійсненні до 30 проривів оборони противника в складі Воронезького, 4-го Українського і 1-го Українського фронтів.
В ході битви за Київ дивізія брала участь в боях на Букринському плацдармі, а після відводу військ — здійснювала наступ на Київ з Лютізького плацдарму: Волкенштейн за ніч зумів непомітно для противника перегрупувати з'єднання. 6 листопада 1943 року 17-та артилерійська дивізія прориву була названа в наказі Верховного Головнокомандувача в числі інших з'єднань і частин 1-го Українського фронту, що особливо відзначилися в боях за столицю України. Їй було присвоєне почесне найменування «Київська».
Довелося дивізії діяти і в обороні — під Брусиловим, коли командувач німецькою групою армій «Південь» фельдмаршал Манштейн кинув свої війська в контрнаступ. Командувач 48-м танковим корпусом  генерал Бальк контратакував відчайдушно, одними танками, без піхоти, намагаючись оволодіти трасою Житомир — Брусилів. Волкенштейн розставив свої бригади в населених пунктах у шаховому порядку. Саме розташування хуторів відповідало задуму оборони. Успіх бою залежав від майстерності і витримки особового складу від гарматних розрахунків до комбригів. Гітлерівці понесли важкі втрати від вогню прямою наводкою. Поєднуючи вогневі удари з маневром силами, артилеристи Волкенштейна разом з піхотинцями генерал-майора Москаленка і танкістами генерал-лейтенанта Рибалко не тільки зупинили ворога, але і розгромили та відкинули його на захід… 13 листопада 1943 року військам, які брали участь у визволенні Житомира, наказом Верховного головнокомандувача було оголошено подяку, а 17-та Київська артилерійська дивізія прориву серед інших п'ятнадцяти частин і з'єднань отримала почесне найменування «Житомирська».
Нищівним був артилерійське наступ, організований в ході Вісло-Одерської операції. На всю глибину оборони противника радянські артилеристи придушили його вогневі точки, штаби, резерви, в тому числі і танкові. Генерал-майор артилерії С. С. Волкенштейн організував дії частин в Берлінській операції при прориві оборони противника на річці Нейсе на південь від міста Форст і в боях на дрезденському напрямку.
Бойовий шлях генерал-майор Волкенштейн завершив у Празі 11 травня 1945 року. Указом Президії Верховної Ради СРСР від 29 травня 1945 року за зразкове командування артилерійською дивізією і проявлені при цьому особисту мужність і героїзм генерал-майору артилерії Волкенштейну Сергію Сергійовичу присвоєно звання Героя Радянського Союзу з врученням ордена Леніна і медалі Золота Зірка. Найвищу нагороду від імені Радянського уряду бойовому командиру вручив маршал І. С. Конєв. С. С. Волкенштейн був учасником Параду Перемоги на Красній площі.
У 1948 році закінчив Вищі академічні курси при Військовій академії Генерального штабу. З 1958 року генерал-майор Волкенштейн — у відставці. Жив у Москві. Помер 19 травня 1977 року. Похований в Москві на Кунцевському кладовищі (ділянка № 10).

## Нагороди
- Медаль «Золота Зірка» Героя Радянського Союзу (№ 6565)
- Три ордени Леніна
- Три ордени Червоного прапора
- Орден Суворова 2-го ступеня
- Орден Кутузова 2-го ступеня
- Орден Олександра Невського
- а також медалі, іноземні нагороди.

## Пам'ять
Пам'ять про Героя Радянського Союзу генерал-майора Сергія Сергійовича Волкенштейна і його бойових побратимів дбайливо зберігається в музеях двох шкіл: № 17 міста Києва і № 21 міста Житомира.
В 17-й школі міста Києва діє «Музей 17-ї артилерійської дивізії прориву ВГК». Одна з творців музею Лариса Іванівна Сивак та викладач математики, позаштатна завідувачка музеєм Оксана Олександрівна Данилюк дбайливо зберігають фотографії і особисті речі, передані на зберігання в музей родиною генерала Волкенштейна. Школярі під їх керівництвом створили велику картотеку на ветеранів дивізії.